# Hikaru Nakamura
Hikaru Nakamura (Hirakata, 9 dicembre 1987) è uno scacchista statunitense, grande maestro.
È stato per sei volte campione americano e tre volte campione italiano a squadre. Ha vinto quattro medaglie alle Olimpiadi degli scacchi con la nazionale statunitense, delle quali una d'oro a Baku 2016. Ha partecipato per tre volte al Torneo dei candidati (2016, 2022, 2024).
Streamer di successo, è stato il primo scacchista professionista a firmare un contratto con una società di esport.

## Biografia
Nato in Giappone da padre giapponese e madre americana, si trasferì con la famiglia negli Stati Uniti all'età di due anni. Iniziò a giocare a scacchi all'età di sette anni e dopo soli tre anni ottenne il titolo di Maestro, il più giovane giocatore statunitense ad ottenere tale titolo all'epoca. All'età di 15 anni e 79 giorni diventò grande maestro, superando di tre mesi il record che apparteneva a Bobby Fischer. In seguito il record per la più giovane età di un GM statunitense passò prima a Fabiano Caruana, poi a Ray Robson e infine a Samuel Sevian.

### Streamer
Dal 2018 ha intrapreso la carriera di streamer di scacchi sulla piattaforma Twitch, dove nel 2020 il suo è risultato il canale di scacchi più seguito sulla piattaforma, tanto da esserne nominato ambasciatore. Nello stesso anno firma un accordo con la statunitense Team SoloMid, società di esports. Nel giugno del 2022 passa alla Misfits Gaming.

## Caratteristiche tecniche
Il suo stile è stato descritto come caratterizzato da "grandissima creatività, instancabile determinazione, ferma volontà di vincere". Nakamura ha dichiarato che "non ha senso giocare per la patta", e che l'alfiere è il suo pezzo preferito.
È riconosciuto come uno dei più forti giocatori lampo del pianeta. Ha giocato spesso sul server Playchess col nome di Star Wars, occupando spesso la prima posizione nel gioco lampo a 3 minuti. Subito dopo aver vinto il campionato USA del 2004 si rese disponibile a giocare partite con il tempo di un minuto contro tre con chiunque del pubblico volesse farlo.

## Carriera
- 2001
  - Si classifica 2º nel Campionato del Mondo Under14 ad Oropesa del Mar.[5]
- 2004
  - Partecipa alla fase finale del campionato del mondo di Tripoli, ma viene eliminato al quarto turno da Michael Adams, che poi arrivò secondo nel torneo.
  - Gioca un match in Messico con un altro enfant prodige degli scacchi, l'ucraino Sergej Karjakin, sconfiggendolo per 4 ½ – 1 ½.
  - Vince per la prima volta, a San Diego, il campionato statunitense superando Oleksandr Stripuns'kyj negli spareggi di gioco rapido per 2-0.[6]
- 2005
  - Vince per la prima volta il North American Open.

- 2006

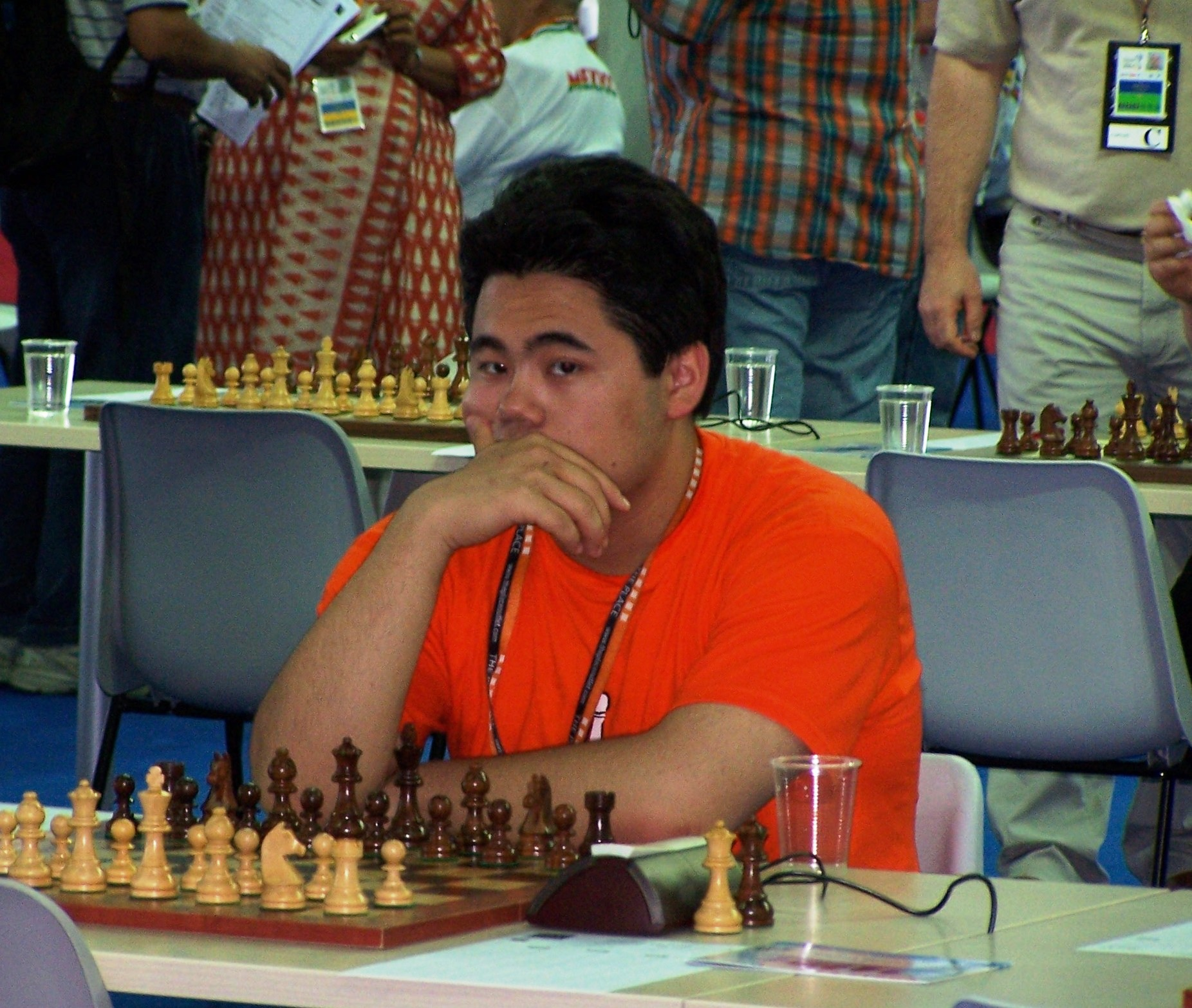
Hikaru Nakamura a Torino nel 2006

  - Contribuisce (in terza scacchiera) al terzo posto degli Stati Uniti nelle Olimpiadi di Torino, risultato di grande prestigio se si considera che gli Stati Uniti erano accreditati al di sotto del 10º posto.
  - Vince per la 2ª volta il North American Open.
- 2007
  - È secondo all'open magistrale GibTelecom di Gibilterra.[7]
  - Vince per la 3ª volta il North American Open.
- 2008
  - in gennaio vince l'open magistrale GibTelecom di Gibilterra, terminando a pari punti (8/10) con Bu Xiangzhi, che batte per 2-0 negli spareggi rapidi;[8]
  - In ottobre vince il torneo di Barcellona e il torneo di scacchi rapidi della Corsica.
  - In novembre vince il torneo di gioco rapido di Cap d'Agde in Francia, battendo Anatolij Karpov in semifinale e Vasyl' Ivančuk in finale.
- 2009
  - in maggio vince per la seconda volta, a Saint Louis, il campionato statunitense, intascando il premio di 40.000 dollari[9].
  - in agosto vince a Magonza il Campionato del mondo di Scacchi960, sconfiggendo per 3,5 - 1,5 Lewon Aronyan.
  - in novembre vince a Oslo il torneo lampo MN Bank, superando nella finale il neocampione mondiale lampo Magnus Carlsen per 3-1. Nelle 16 partite del torneo ha realizzato +15 -1.[10]
- 2011
  - in gennaio vince il prestigioso torneo Tata Steel di Wijk aan Zee davanti a Viswanathan Anand, Carlsen, Aronyan e Vladimir Kramnik, con una performance di 2879 punti Elo. È la sua prima vittoria in torneo di superGM.
- 2012
  - in maggio vince per la terza volta, a Saint Louis, il campionato degli Stati Uniti.
  - in maggio vince ad Arvier anche il Campionato italiano di scacchi a squadre con la squadra padovana dell'Obiettivo Risarcimento .
- 2014
  - in maggio vince a Condino il suo secondo campionato italiano a squadre con la squadra padovana dell'Obiettivo Risarcimento.
  - in novembre vince a Saint Louis (Missouri) il primo scontro Champions Showdown, battendo Lewon Aronyan 17,5-14,5 .[11]
- 2015
  - in gennaio-febbraio vince l'open magistrale Festival scacchistico internazionale di Gibilterra nella penisola omonima con 8/10, davanti a David Howell, Veselin Topalov, Pentala Harikrishna e altri 16 grandi maestri;[12][13]
  - in febbraio, a Zurigo vince il prestigioso torneo Zurich Chess Challenge superando numerosi superGM: Viswanathan Anand, Fabiano Caruana, Vladimir Kramnik e Lewon Aronyan.
  - in aprile, a Saint Louis, vince per la quarta volta il campionato statunitense.
  - in maggio vince a Civitanova Marche il suo terzo campionato italiano a squadre con la squadra padovana dell'Obiettivo Risarcimento .Hikaru Nakamura. Finale CIS Master 2015, Civitanova Marche (MC)

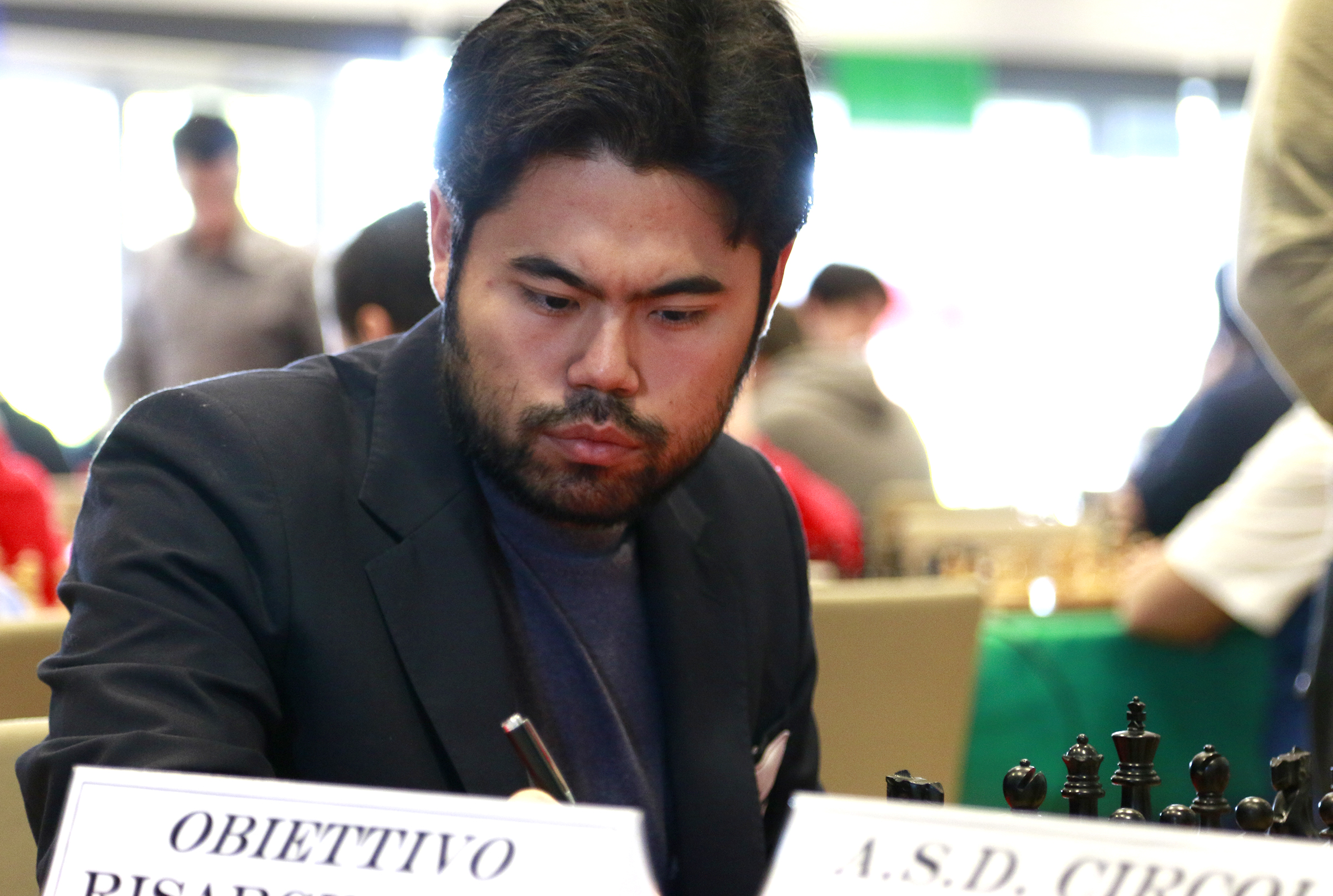
Hikaru Nakamura. Finale CIS Master 2015, Civitanova Marche (MC)

  - in maggio vince anche (a pari merito con Caruana e Dmitrij Jakovenko) il Grand Prix FIDE di Chanty-Mansijsk (Russia) e si qualifica, come secondo assoluto del Grand Prix FIDE 2014-2015 a giocare il Torneo dei candidati al Campionato del mondo di scacchi 2016.
  - in ottobre, a Las Vegas vince la seconda edizione del Millionaire Chess Open con montepremi di 1.000.000 $ battendo Lê Quang Liêm nella finale di gioco rapido per 1,5 - 0.5[14][15].
- 2016
  - in gennaio-febbraio vince per la terza volta l'open magistrale del Tradewise Chess Festival di Gibilterra, terminando a pari punti (8/10) con Maxime Vachier-Lagrave, che batte per 3-2 negli spareggi rapidi;[16]
  - in febbraio, a Zurigo vince per la seconda volta il torneo Zurich Chess Challenge con 10,5 punti, battendo per spareggio tecnico Viswanathan Anand .[17]
  - in marzo ha disputato a Mosca il torneo dei Candidati al Campionato del mondo di scacchi 2016 classificandosi al 7º posto.
  - in giugno vince a Parigi la prima tappa del Grand Chess Tour 2016, superando di 3 punti il campione del mondo Magnus Carlsen.[18]
  - in settembre vince le Olimpiadi scacchistiche con la squadra degli Stati Uniti; ha giocato in seconda scacchiera e ottenuto 7,5 punti .
- 2017
  - in gennaio-febbraio vince per la quarta volta l'open magistrale del Tradewise Chess Festival di Gibilterra, terminando a pari punti (8/10) con Yu Yangyi e David Antón Guijarro, li supera negli spareggi rapidi;[19]
  - in aprile, a Zurigo vince per la terza volta consecutiva il prestigioso torneo Zurich Chess Challenge, dedicato quest'anno alla memoria di Viktor Korčnoj.[20]
  - in novembre a Saint Louis vince il ricco scontro Champions Showdown (60.000$), battendo Veselin Topalov 61,5-30,5.[21]
- 2018
  - in giugno a Parigi vince la seconda tappa del Grand Chess Tour, torneo veloce che combina le specialità rapid e blitz, con 23 punti, superando gli immediati inseguitori, Sergej Karjakin e Wesley So.[22]
  - in agosto a St. Louis vince la terza tappa del Grand Chess Tour, anch'essa un misto di rapid e blitz, con 22,5 punti, davanti a Maxime Vachier-Lagrave(21,5) e Shakhriyar Mamedyarov (21).[23]
  - in settembre vince a Saint Louis (Missouri) il Champions Showdown contro Pëtr Svidler, match disputato con la variante Scacchi960, con il punteggio di 14-12.[24]
  - in ottobre si piazza secondo con gli Stati Uniti nelle Olimpiadi.[25]
  - in novembre vince a Calcutta il torneo Tata Steel India - Rapid con 6 punti su 9.[26] Nelle finali della sezione blitz, viene sconfitto da Viswanathan Anand .[27]
  - in dicembre a Londra giungendo primo nel London Chess Classic, vince il Grand Chess Tour con 34,5 punti in totale.[28].
- 2019
  - in febbraio a Saint Louis vince ancora lo Champions Showdown, battendo Jan-Krzysztof Duda 14-10 negli scontri rapid e 15,5 a 8,5 in quelli blitz .[29]
  - in marzo, a Saint Louis, vince per la quinta volta il campionato statunitense.
  - in maggio a Abidjan in Costa d'Avorio giunge secondo a pari merito con Maxime Vachier-Lagrave nella prima tappa del Grand Chess Tour 2019. È stato un evento a cadenza rapid e blitz che lo ha visto chiudere a 23 su 36[30], tre punti e mezzo di svantaggio sul vincitore Magnus Carlsen. Il risultato gli dà 9 punti nel Tour.[31]
  - in dicembre prende parte ai Mondiali rapid e blitz di Mosca, giungendo 3º nel primo evento[32] e chiudendo 2º, sconfitto da Magnus Carlsen agli spareggi, nel secondo.[33]
- 2020
  - protagonista in diversi ricchi tornei on line a cadenza veloce: 2° nel Magnus Carlsen Invitational di aprile/maggio dietro Magnus Carlsen[34]; 2° nel Lindores Abbey Rapid Challenge di maggio/giugno dietro Daniil Dubov[35]; 2° nel Chess Tour Finals di agosto dietro Magnus Carlsen[36]; in settembre disputa il Champions Showdown: Chess 9LX, un evento online di Scacchi960 a cadenza 20+10, che chiude =1°-2° assieme a Magnus Carlsen, entrambi a 6 punti (per Nakamura +4 =4 -1).[37]
- 2021
  - in maggio arriva in finale al New In Chess Classic torneo rapid online del Champions Chess Tour, venendo sconfitto dal campione del mondo Magnus Carlsen per 3-1 2-2.[38]
  - in agosto vince il St Louis Rapid & Blitz, quinta tappa del Grand Chess Tour, totalizzando 6 punti su 9 nella parte rapid e 12 punti su 18 nella parte blitz.[39]
  - in dicembre partecipa ai Mondiali rapid e blitz di Varsavia, ottenendo il settimo posto a mezzo punto dal vincitore Nodirbek Abdusattorov (9 punti su 13) nella prima delle due cadenze,[40] mentre deve rinunciare a torneo in corso all'evento blitz, dopo aver riscontrato una positività al COVID-19 alla seconda giornata di gara, quando era a 8,5 punti su 12 partite disputate, a 1,5 punti di distanza dalla prima posizione in classifica.[41]
- 2022
  - in febbraio vince la prima tappa del FIDE Grand Prix, svoltasi a Berlino, sconfiggendo in finale Lewon Aronyan. Il circuito qualifica i primi due giocatori al prossimo Torneo dei candidati 2022.[42]
  - in aprile raggiunge la finale della terza tappa del FIDE Grand Prix e, pur venendo sconfitto al tie-break da Wesley So, ottiene punti a sufficienza per vincere l'intero torneo e qualificarsi, così, al Torneo dei candidati 2022.[43]
  - in luglio si classifica al 4º posto nel Torneo dei candidati, disputatosi a Madrid (4 vittorie, 7 patte, 3 sconfitte).
  - in ottobre vince il Campionato del mondo di Fischer Random, battendo Nodirbek Abdusattorov 3-0 in semifinale e vincendo l'armageddon contro Jan Nepomnjaščij in finale.
  - In dicembre ad Almaty partecipa al Mondiale rapid arrivando 44º e a quello blitz arrivando secondo dietro Magnus Carlsen.[44]
- 2023
  - in marzo vince l'American Cup, superando Wesley So in finale.[45]
  - in giugno vince il Norway Chess, battendo all'ultimo turno Fabiano Caruana, che si trovava in testa alla classifica sin dal primo giorno.[46]
  - in novembre si classifica al 2º posto nel FIDE Grand Swiss con il punteggio di 8 su 11 (+5 =6 -0), risultato che gli consente la qualificazione al Torneo dei candidati 2024.[47]

- 2024
  - in aprile arriva secondo al torneo dei candidati, vinto da Gukesh D;[48] vince inoltre la Bundesliga con la squadra SC Viernheim.
  - in giugno si classifica secondo al Norway Chess, dietro a Magnus Carlsen.[49]

- 2025
  - in febbraio arriva quinto al primo torneo del Freestyle Chess Grand Slam Tour, vinto da Vincent Keymer.[50]
  - in marzo vince per la seconda volta l'American Cup, battendo in finale Fabiano Caruana.[51]
  - in giugno vince il Campionato Mondiale blitz per Club con il WR Chess Team. [52]

## Statistiche
Ha raggiunto il proprio record di punteggio Elo nella lista FIDE di ottobre 2015, con 2.816 punti, numero 2 del mondo e primo tra i giocatori statunitensi. Il suo punteggio massimo nelle partite lampo è di 2.909, record mondiale che detiene insieme al primo posto in tale categoria dal novembre 2022.

## Controversie
In rete Nakamura è anche noto come il Gangster degli scacchi a causa del suo atteggiamento spavaldo ed espansivo tenuto al tavolo da gioco. È diventato popolare il video in cui si rivolge al suo avversario Varowžan Hakobyan, durante una partita blitz, con l'espressione americana "Kidding?" ("stai scherzando?") dopo che questi avvicinò a sé la propria Donna già catturata, lasciando intendere la speranza di voler promuovere un pedone.
Ha suscitato scalpore anche l'episodio in cui Hikaru, durante il terzo round della Sinquefield Cup nel 2013 contro il campione del mondo Magnus Carlsen, si è presentato alla scacchiera indossando un paio di occhiali da sole Ray-Ban scuri. Successivamente, in un'intervista, Nakamura dichiarò di aver voluto semplicemente fare qualcosa di diverso.

## Vita privata
È stato fidanzato con la tre volte campionessa italiana di scacchi Mariagrazia De Rosa, conosciuta nel 2013.
Il 26 luglio 2023 si è sposato con la scacchista iraniana Atousa Pourkashiyan, che nel 2022 si era trasferita nella federazione statunitense.
Dal 2015 risiede a Sunrise, in Florida, e nel tempo libero oltre che giocare a scacchi, gioca a poker e si dedica all'attività di trader. Nonostante sia di origini nipponiche da parte del padre, Nakamura ha dichiarato di non saper parlare la lingua giapponese.